# José Gorena
José Gorena fue partícipe de la creación del Club San Lorenzo de Almagro, segundo presidente y uno de sus principales cofundadores.

## Biografía
Su infancia y juventud se desarrolló en el barrio de Almagro, más precisamente en la calle México de la Ciudad de Buenos Aires.
En sus años jóvenes,  pertenecía al grupo de niños de entre 12 y 15 años que bajo el liderazgo de Federico Monti se juntaban a jugar en la calle México. Este grupo se denominaba  Forzosos de almagro
Durante uno de los partidos que realizaban es cuando se encuentran con el sacerdote Lorenzo Massa que observa como un tranvía casi atropella a unos de esos niños jugadores.
El sacerdote Lorenzo Massa los invita a jugar a los terrenos que poseían vecinos a su Oratorio. Este sería un de los momentos preliminares de la fundación del Club San Lorenzo de Almagro.
Fue partícipe de la asamblea que el nombre definitivo como Club Atlético San Lorenzo de Almagro.

## Trayectoria presidenteSan Lorenzo de Almagro
El club San Lorenzo de Almagro desde su fundación en el año 1908 hasta el año 1911 participó de los campeonatos teniendo un equipo mayor y un equipo menor.
En el fin del año 1911 deciden en asamblea disolver provisoriamente el club hasta obtener sus integrantes una mayor edad.
Los integrantes se van a otros clubes, jugando con otras camisetas durante el año 1912 y 1913.
El sello y demás papeles quedaron en poder de Antonio Scaramusso, que mantenía el puesto de presidente.
El dinero que eran aproximadamente $127 es guardado y custodiado por Federico Monti.
El club continuaba latente, realizando algunas reuniones y hasta jugando algunos partidos, siempre vistiendo los colores de San Lorenzo.
En noviembre de 1913, José Gorena propuso a José Coll reorganizar el club. Estos hablan con Federico Monti y Antonio Scaramusso quienes están de acuerdo y junto a otros se encargan de citar a los socios para asamblea de reorganización. Con parte del dinero que guardó Federico Monti proceden a realizar la afiliación en la Asociación Argentina de Football. 
En esta asamblea se crea la nueva comisión directiva, quedando formada por: José Gorena, presidente; Antonio Scaramusso, secretario; Robustiano Castro, prosecretario y Federico Monti, tesorero. 
Se reunían en el domicilio de los Coll en Treinta y tres orientales y calle Agrelo, y se consideraba el domicilio de la secretaría.
José Gorena se mantiene como presidente durante 1914 y 1915. El 1 de enero de 1915 se produce el ascenso a primera al vencer a  club Honor y Patria, lo cual fue altamente exitoso.
Durante su periodo se intenta poseer una cancha propia. Se remodela la cancha de  club Olimpia en el barrio de  Liniers pero debido a que no permite su uso la Municipalidad, no podrá utilizarla y perderán todo el dinero invertido en su remodelación. Esto lleva a alquilar la cancha del club  Ferro Carril Oeste.
Al renunciar durante el 1915, queda como presidente Antonio Scaramusso quien dará nuevos impulsos a la cancha propia y logrará la creación del Gasómetro .

## Trayectoria futbolística
Como jugador se desarrolló dentro de los forzosos de almagro,
y dentro del posteriormente fundado San Lorenzo de Almagro entre los años 1908   hasta 1911  y desde 1914 hasta su retiro.
Durante 1912  y 1913 no jugó en San Lorenzo de Almagro  debido a que el club por problemas financieros se desvinculó de las competiciones y se desarmó su estructura.
En el año 1914 se refunda San Lorenzo de Almagro y él es un de los principales jugadores de esta vuelta que se corona con el ascenso a la máxima categoría e 1 de enero de 1915 ganando el ascenso al club Honor y Patria por 3 a 0 en la cancha del club Ferro Carril Oeste. 

## Clubes
Forzosos de Almagro
Argentina
1907
Club Atlético San Lorenzo de Almagro
Argentina
1908-1911
1914-1915

## Títulos

### Campeonatos nacionales
| Ascenso a Primera División del Campeonato Argentino Amateur | San Lorenzo de Almagro | Argentina | 1915 |

## Trayectoria dirigencial
| Predecesor: Antonio Scaramusso | Presidente del Club Atlético San Lorenzo de Almagro 1914 - 1915 | Sucesor: Antonio Scaramusso |